# 温尼波戈
温尼波戈（英文：Winnipogo）是指出没于加拿大马尼托巴省温尼伯戈西斯湖的湖怪，其通常被描述为长6-7.5米、皮肤呈棕色、头部有一个角、类似巨蛇的动物。Winnipogo这个名称来自加拿大传奇水怪Ogopogo（欧戈波戈）。温尼波戈的历史可追溯至数个世纪前当地原住民的传说中，而第一次书面记载1901年。1909年时有目击报告称一个巨型生物以2英里（3.2千米）/时的速度在湖中游动，来自1935年的报道称马尼波戈的头部有一个角。在1930年，奥斯卡·弗雷德里克森（Oscar Frederickson）在湖边发现一段身份不明的骨头，但这段骨头已经被烧毁了。据看过这块骨头木制模型的詹姆斯·麦克劳德（James Mcleod）博士表示，它类似于古代鲸鱼脊椎化石。由于目击事件变得愈发少见，2013年时温尼波戈被被评为最受威胁的湖怪。值得一提的是，温尼伯戈西斯湖与马尼托巴湖相连，而该湖亦存在相似的湖怪马尼波戈。